# あなたに聴かせたい歌があるんだ
『あなたに聴かせたい歌があるんだ』（あなたにきかせたいうたがあるんだ）は、燃え殻の原作によるメディアミックス作品。
映像化を前提に燃え殻が書き下ろしたプロットを基に、漫画、配信ドラマが制作されている（詳細は制作背景を参照）。
タイトルに謳われている「聴かせたい歌」とはキリンジの『エイリアンズ』で、作品を通してキーとなる楽曲として大きくフィーチャーされており、配信ドラマでは劇中歌として使用されている。原作者の燃え殻は、青春時代に同バンドから大きな影響を受けている。

## 製作背景
2017年12月26日、映画監督の萩原健太郎が、燃え殻のTwitterに『ボクたちはみんな大人になれなかった』を映画化させてほしいとDMを送ったことが、本作誕生の契機。『ボクたち…』の映像化が既に決まっていたことから、萩原の呼びかけに「何か一緒に作品を作りたいですね」と伝えた燃え殻は、2019年ごろから全8話分のプロットを執筆するが、当時スケジュールが立て込んでいたことから、書籍の形になるまでに数年を要すると考え小説化を断念。プロットをベースに映像作品を制作する案を萩原と脚本家の藤本匡太に提案し、脚本制作に取り掛かる。この際、ひとつの原案を複数のクリエイターが素材として使うのも面白いと考え、そのころ知り合いになった漫画家のおかざき真里に、同じプロットから漫画化を依頼し『週刊SPA』にて連載されることとなった。ドラマの配信後、小説を発表することで一連の企画を終了させる予定としている。

## あらすじ
17歳、高校2年の夏、僕らは27歳の女性教師を教室で見殺しにした。それから10年の月日が流れ、僕らも27歳になった。夢を諦めきれずにもがく役者志望の荻野智史、アイドルを夢見た前田ゆか、小説家を目指す片桐晃、バンド活動に挫折しラーメン屋を継いだ中澤悠斗、アイドルのものまねで生計を立てる島田まさみ、そして元英語教師の望月かおり。10年後、27歳だった教師と27歳になった生徒たちの運命が、あの夏の日に教室で聴いた「エイリアンズ」とともに交わっていく。

## 登場人物
演の項は配信ドラマのキャスト。

### 主要人物
荻野 智史（おぎの ともふみ）
演 - 成田凌
高校卒業後、役者になることを目指し上京するも、25歳の時に夢半ばで役者の道を諦める。
その後サラリーマンとなるが、再び役者を目指すため27歳の時に上司とのカラオケの最中に会社を辞める。
前田 ゆか（まえだ ゆか）
演 - 伊藤沙莉
高校卒業後にアイドルを志し上京、オーディションに落選し続ける中、偶然バイト先が同じになった荻野と再会し同棲生活を始める。
28歳の時、荻野とのケンカをきっかけに約10年ぶりに逃げ帰るように故郷の駅に降り立つ。
片桐 晃（かたぎり あきら）
演 - 藤原季節
文学少年で小説家になることを夢見るが、書くことが定まらず賞に応募することもない日々を過ごす。
24歳の時、図書館で読書する女性に一目惚れし、「いつか芥川賞を獲るので付き合ってほしい」と交際を申し込む。
中澤 悠斗（なかざわ ゆうと）
演 - 上杉柊平
17歳の時、同級生と3人で始めたバンドで武道館2DAYSの開催を目指すも、動員を増やせず27歳で解散・引退する。
30歳の時、引き継いだ祖父の代から続くラーメン店の道向かいに新しいラーメン屋ができ、客足を奪われる。
島田 まさみ（しまだ まさみ）
演 - 前田敦子 
高校卒業後、アルバイト先のスーパーの店長と不倫・駆け落ちし町を出るが、ヒモとなったその男に捨てられる。
22歳から人気アイドル・八木今日子のモノマネ芸人として生計を立てるが、27歳の誕生日にその今日子が事故でこの世を去る。
望月 かおり（もちづき かおり）
演 - 田中麗奈
27歳の時、英語の臨時教師として赴任した荻野たちの高校で、過去の恥部である下着姿のグラビア写真を教室に晒され、学校を去る。
10年後、派遣社員としてビルの受付の仕事に就くが、交際相手に同僚の若い受付に鞍替えされる。

## 漫画
『週刊SPA』（扶桑社）にて、おかざき真里による漫画が2021年9月21日・28日合併号から12月28日・1月4日合併号まで連載された。

### 書誌情報
- 燃え殻（原作）、おかざき真里（作画）『あなたに聴かせたい歌があるんだ』扶桑社〈SPA!BOOKS〉、全1巻
  1. 2022年3月24日発売[6]、ISBN 978-4594091002

## 配信ドラマ
2022年5月20日、配信サイトHuluにて全8話が独占配信された。主演は成田凌。

### キャスト

#### 主要人物
登場人物を参照。

#### ゲスト

##### 第1話
課長
演 - 駒木根隆介（第2話）
荻野が勤める会社の課長。
部長
演 - 山本浩司（第2話）
荻野が勤める会社の部長。
ママ
演 - 小島聖（第2話）
スナック「マリー」のママ。
不良男
演 - 伊島空（第2話・第5話）
荻野の高校時代のクラスメイト。望月の下着姿のグラビア写真を教室に晒した主犯。

##### 第2話
木村みき
演 - 木竜麻生
ゆかと小学校から高校まで一緒だった幼なじみ。既婚者で2児の母。
コウキ、エリカ
演 - 湯田幸希、山岸りた
みきの息子と娘。
ゆかの母
演 - ふせえり
娘のアイドルへの挑戦に反対していたが、上京する彼女を駅で見送る。
審査員
演 - 前田ばっこー（瞬間メタル）、小林牧歌
ゆかが受けたオーディションの審査員。

##### 第3話
中尾あや
演 - 見上愛
片桐が図書館で出会った、ヘッドフォンで音楽を聴きながらサンドウィッチを片手に小説を読む女性。
BAR「バビロン」のママ
演 - 黒田大輔（最終話）
片桐が通うゲイバーのママ。

##### 第4話
進藤康太
演 - 中島広稀（第1話 - 第3話・第5話・第7話）
中澤の同級生でバンド仲間。「Radical in the 1K」のドラマー。
松浦蓮二
演 - 楽駆（第2話・第3話・第5話・第7話）
中澤の同級生でバンド仲間。「Radical in the 1K」のギタリスト。
ライブハウスの店長
演 - 増子直純（怒髪天）
バンドを解散した中澤たちをねぎらう。
吉田、斎藤、原田
演 - 上原子友康（怒髪天）、清水泰次（怒髪天）、坂詰克彦（怒髪天）
中澤たちの解散ライブに駆けつけた、彼らの先輩にあたる活動を引退した元バンドマンたち。

##### 第5話
並木翔平（なみき しょうへい）
演 - 後藤淳平（ジャルジャル）（第3話）
片桐が憧れるベストセラー作家。
課長
演 - 木口健太
かおりの交際相手。かおりが受付を務めるビルに入居する会社の社員。かおりの後輩に鞍替えする。
かおりの後輩
演 - 中川紅葉
ビルの受付業務でのかおりの後輩。
ストーカー
演 - 岡崎森馬
出勤中のかおりにぶつかり、メアドと「連絡待ってます」と書かれたポストイットを貼りつけていく。

##### 第6話
八木今日子（やぎ きょうこ）
演 - 前田敦子（一人二役）
まさみがものまねする人気アイドル。まさみの27歳の誕生日に事故で他界する。
まさみの父親
演 - 戸田昌宏
ギャンブルに明け暮れ、荒んだ生活を送る。
スーパーの店長
演 - 佐野弘樹
まさみの不倫相手。妊娠中の妻を捨てまさみと東京に駆け落ちするがヒモとなり、やがて別の女を作り家を出ていく。
バイト仲間
演 - 西本健太朗、田中爽一郎
まさみのバイト仲間。飲み会のカラオケで歌うまさみが八木今日子に似ていると盛り上がる。
司会者
演 - やす（ずん）
ものまねバーの司会者。
ヤギキ・ヨーコ、八木昨日子、焼今日子
演 - 田辺麗圭、はまだまみ、小出真保
ものまねバーでまさみと同じく八木今日子のものまねをする芸人。

##### 第7話
KEIKO
演 - アヤカ・ウィルソン
中澤のラーメン屋に「サイダーあります?」と入店してくる人気インフルエンサー。
サラリーマン
演 - 黒板七郎
中澤のラーメン屋でKEIKOが来店する前にチャーシュー麵を食べていた男性客。
来店客
演 - 小林達夫、二宮健、野崎浩貴、堀込泰行（カメオ出演）、川原ひろし
中澤のラーメン屋に大挙して押しかけてきた客たち。

##### 第8話
新婦
演 - 手島実優
片桐の結婚相手。
新郎
演 - ヤング・ポール
片桐と同じ結婚式場で同じ日に挙式したカップルの新郎。

### スタッフ
- 原作 - 燃え殻[3]
- 原作協⼒ - 萩原健太郎[3]
- 脚本 - 藤本匡太[3]、燃え殻[3]、萩原健太郎[3]
- 監督 - 萩原健太郎[3]
- テーマ曲 - キリンジ「エイリアンズ」（WARNER MUSIC JAPAN）[3]
- 制作プロダクション - C&Iエンタテインメント[3]
- 製作著作 - HJホールディングス[3]

### 配信日程
| 各話 | 配信開始日 | サブタイトル                                                | 中心人物     | 配信時間 |
| ---- | ---------- | ----------------------------------------------------------- | ------------ | -------- |
| #1   | 5月20日    | 27才のあなたは大人でしたか?立派でしたか?                    | 荻野智史     | 20分     |
| #2   | 5月20日    | 夢は見るほうですか?叶えるほうですか?                        | 前田ゆか     | 23分     |
| #3   | 5月20日    | 真夜中に書いたラブレターを投函してみませんか?               | 片桐晃       | 24分     |
| #4   | 5月20日    | 叶わなかった夢だけがロマンチックだと思いませんか?           | 中澤悠斗     | 21分     |
| #5   | 5月20日    | 知らない男と一緒に夜空を見上げたことはありますか?           | 望月かおり   | 20分     |
| #6   | 5月20日    | あなたにとってのかけがえのない人は誰ですか?                 | 島田まさみ   | 20分     |
| #7   | 5月20日    | 「おいしい」と「うまい」と「安心する」ならどれをとりますか? | 中澤悠斗     | 20分     |
| #8   | 5月20日    | 大切な人に聴かせたい歌はありますか?                         | 主要人物全員 | 24分     |